# Scoriadopsis
Scoriadopsis is een monotypisch geslacht van schimmels dat behoort tot de familie Capnodiaceae. Het bevat alleen Scoriadopsis miconiae.